# La cage de verre
La cage de verre é um filme de drama franco-israelita de 1965 dirigido e escrito por Philippe Arthuys e Jean-Louis Levi-Alvarès. Foi selecionado como representante de Israel à edição do Oscar 1966, organizada pela Academia de Artes e Ciências Cinematográficas.

## Elenco
- Georges Rivière - Claude
- Jean Négroni - Pierre
- Françoise Prévost
- Maurice Poli - Antoine
- Dina Doron - Sonia
- Azaria Rapaport - Jornalista
- Rina Ganor - Tamar
- Natan Cogan